# Elecciones municipales de 2019 en Gerona
Las elecciones municipales de 2019 se celebraron en la ciudad de Gerona, así como en toda España el domingo 26 de mayo de 2019, con el objetivo de designar la corporación municipal y por ende, al nuevo alcalde de la ciudad. Se eligieron los 27 concejales del Ayuntamiento de Gerona para el periodo 2019-2023.
Las elecciones estuvieron marcadas por la crisis de gobernabilidad de la ciudad tras la renuncia de Carles Puigdemont, tras la que pasaron por el bastón de mando cuatro alcaldes diferentes: Isabel Muradàs Vázquez, Albert Ballesta Tura, Eduard Berloso Ferrer y Marta Madrenas Mir. 
La victoria la obtuvo la alcaldesa Marta Madrenas, del Partido Demócrata Europeo Catalán, que se presentaba en las listas de la coalición de Junts per Catalunya. 